# Bous al carrer

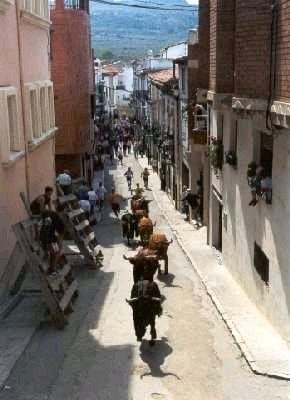
Bous al carrer en Albocácer (Comunidad Valenciana, España.

Los bous al carrer (en castellano toros en la calle), también llamado correbous, es una fiesta taurina popular típica, donde se sueltan, conducen, torean o recortan las reses bravas sin que exista lidia de las mismas. 
En este sentido, se incluyen dentro de esta categoría la suelta de vaquillas, el toro embolado, los encierros, la exhibición de toros cerriles, el bou a la mar, el toro de cuerda, el concurso de recortes y el bou de corro. 
Si bien se pueden celebrar en cualquier momento del año, en general coinciden con las fiestas patronales y la mayoría se hace en agosto.

## Modalidades
- Toros cerriles: se entiende por toros cerriles aquellos toros que no han sido toreados, lidiados o corridos en ningún festejo taurino tradicional o en otros espectáculos taurinos.[1][2]

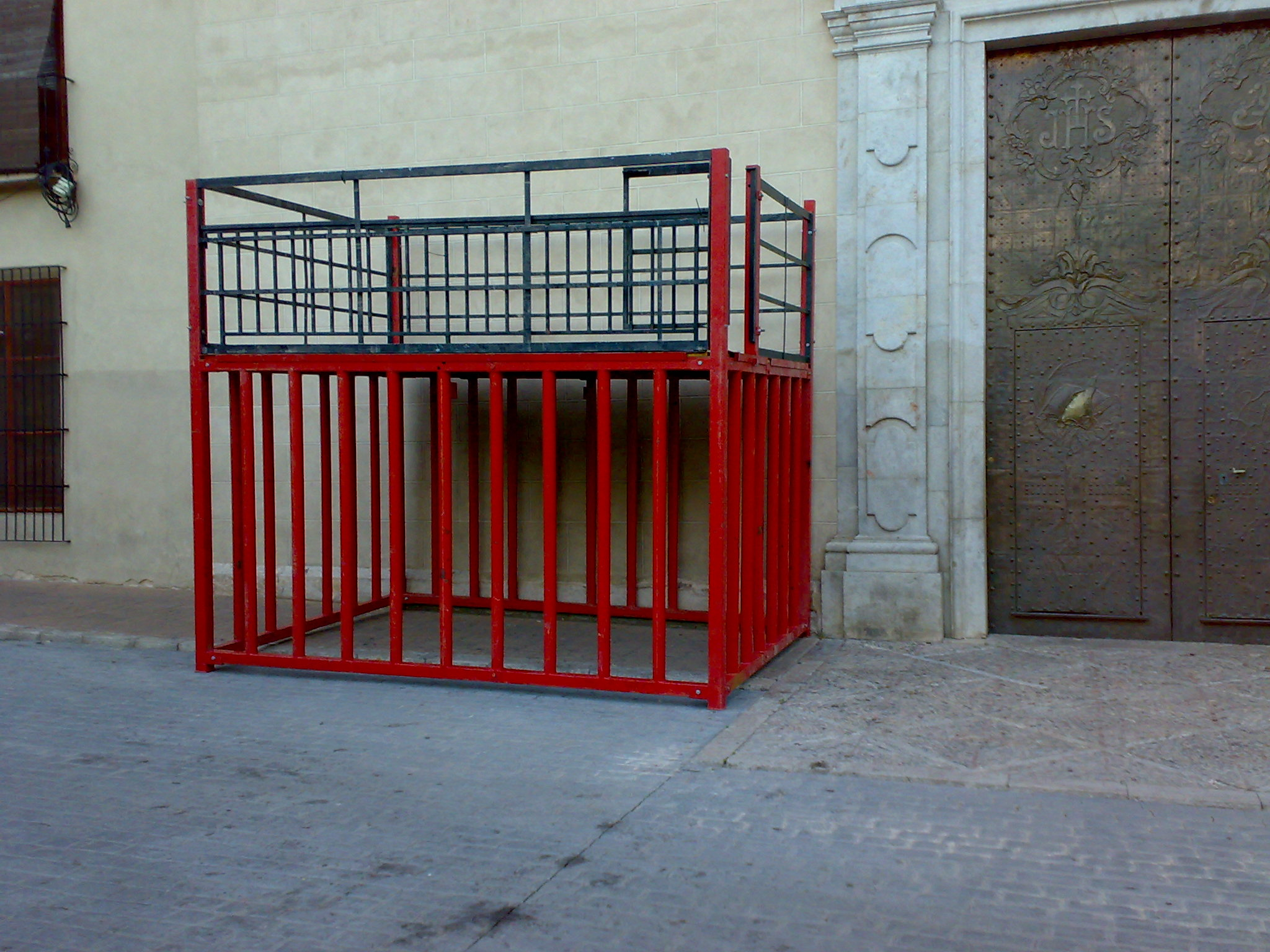
Caja enrejada (Cadafal) de protección para el público en Godella (Provincia de Valencia, España).

- Toro de cuerda o ensogado: se entiende por toro ensogado o de cuerda el festejo taurino de carácter popular en el que la res es conducida por las calles de la localidad mediante la utilización de sogas o cuerdas sujetas al astado a través de aperos o badanas, sin que, necesariamente, la zona autorizada para su recorrido se halle cerrada.[3][4]

- Encierros: se entiende por encierros el traslado de las reses desde un punto de comienzo a otro de finalización. Esta modalidad se puede hacer con o sin caballos.[5][6]

- Toro embolado: en esta modalidad, al toro se le coloca una estructura metálica en cada uno de sus cuernos, con dos bolas de estopa encendidas en la parte superior, y se le suelta en una plaza o en calles cerradas.[7][8]

- Toro de corro: se entiende por toros de corro aquellos toros que han sido toreados, lidiados o corridos varias veces.[9]

- Concurso de recortes: el concurso de recortes es una modalidad en que los recortadores se enfrentan al toro realizando todo tipo de quiebros reversos, contoneos y saltos sobre el mismo, con la finalidad de engañar al animal al pasar junto a él.[10]

## Lugares donde se celebran
Este tipo de festejos se practican en muchos rincones de la Comunidad Valenciana y de las Tierras del Ebro en Cataluña, siendo parte de las fiestas más populares de muchos de sus pueblos. 
Concretamente, se localizan en las comarcas de la Marina Alta, la costera, el Alto Mijares, el Alto Palancia, el Bajo y Alto Maestrazgo, la Huerta Norte, el Campo del Turia, el Campo de Murviedro, la Plana Alta y Baja, La Costera, el Bajo Ebro, el Montsiá y la Tierra Alta.

## Regulación

### Regulación en la Comunidad Valenciana
En la Comunidad Valenciana, los bous al carrer, en cualquiera de sus modalidades, son un festejo muy arraigado, con más de 7000 espectáculos al año y 300 municipios que solicitan celebrarlos.
Por ello, la Generalidad cuenta con una regulación específica para estos acontecimientos populares donde se establecen las condiciones de celebración y el desarrollo de estos. 
Actualmente, esta regulación se encuentra en el Decreto 31/2015, de 6 de marzo del Consejo, por el que se aprueba el Reglamento de festejos taurinos tradicionales en la Comunidad Valenciana. Esta norma viene a sustituir el Decreto 24/2007, de 23 de febrero del Consejo, por el que se aprueba el Reglamento de festejos taurinos tradicionales en la Comunidad Valenciana; norma que en su momento fue desarrollada por la Orden de 1 de septiembre de 2005 y posteriormente modificada por el decreto 120/2010, de 27 de agosto.

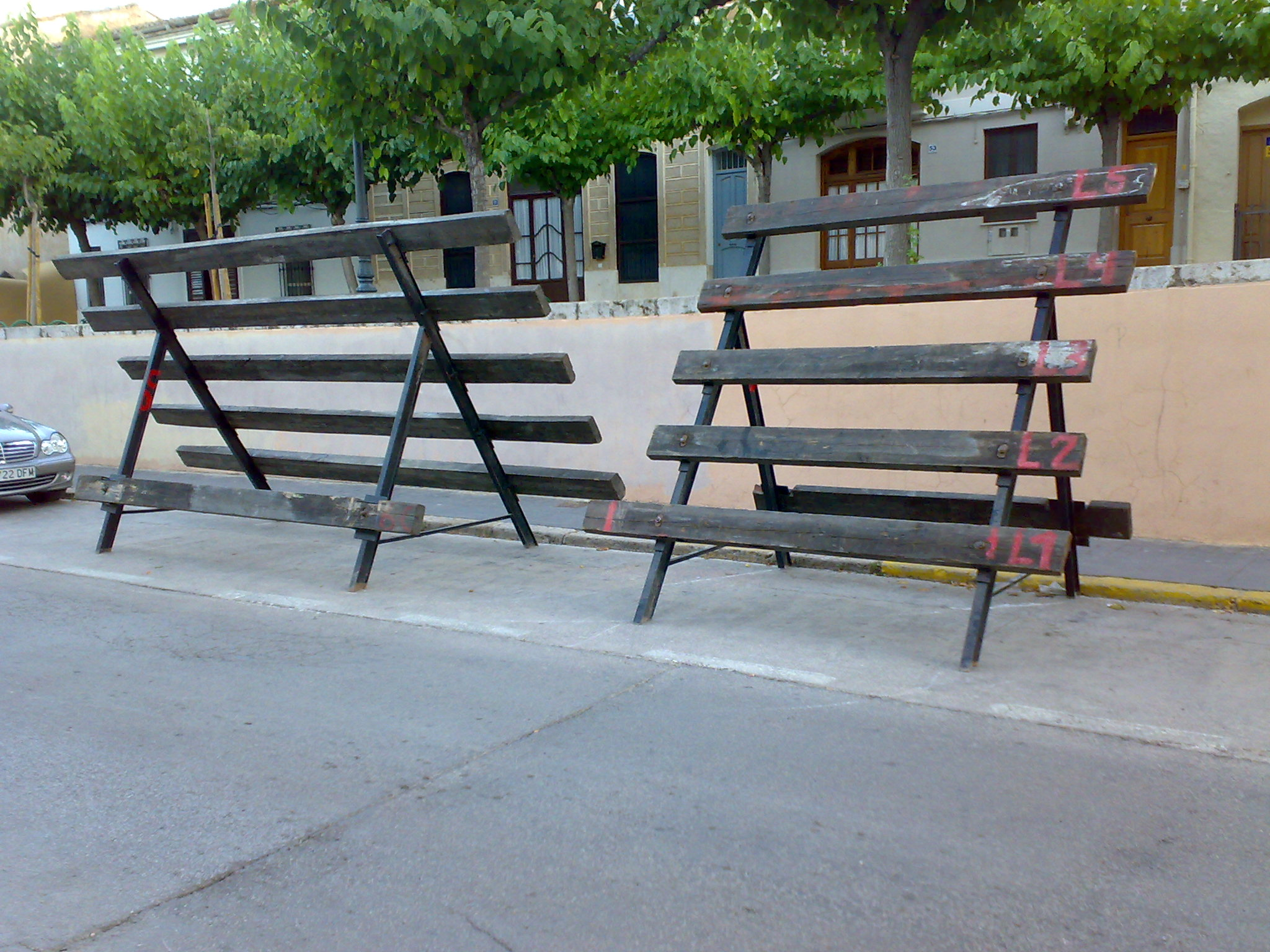
Defensas en las cuales los participantes del encierro se protegen del toro, subiéndose o escondiéndose en su interior (Godella, Valencia).

### Regulación en Cataluña
En Cataluña los primeros indicios de este tipo de espectáculo tradicional se encuentran en el siglo XVII, aunque su proliferación en distintos municipios se produjo durante los siglos XVIII y XIX.
Algunas de las modalidades más populares en dicha comunidad autónoma son el toro ensogado (bou capllaçat), los toros en la plaza (bous a la plaça) o el toro embolado (bou embolat).
Como en la Comunidad Valenciana, Cataluña cuenta con legislación específica que regula las condiciones en que se desarrollan estos festejos. 
Actualmente, la regulación corresponde a la Ley 34/2010, de 1 de octubre, de regulación de las fiestas tradicionales con toros y en el Decreto 156/2013, de 4 de abril, por el que se aprueba el reglamento de desarrollo de la ley previamente mencionada.